# Tourelle des Perdrix
 (août 2018).
Si vous disposez d'ouvrages ou d'articles de référence ou si vous connaissez des sites web de qualité traitant du thème abordé ici, merci de compléter l'article en donnant les références utiles à sa vérifiabilité et en les liant à la section « Notes et références ».
La tourelle des Perdrix ou tourelle de la Perdrix est un ancien phare situé à l'embouchure de la rivière An Teir localement nommée la rivière de Pont-l'Abbé, à l'entrée des ports de Loctudy et de l'Île-Tudy, dans le département breton du Finistère, en France. Cette tourelle présente la particularité unique d'être peinte en damiers noirs et blancs. Avant d'être désaffecté, ce phare constituait, avec celui de Langoz, un des deux phares construits sur le territoire de la commune.
Erigée en 1918, cette tourelle fut précédée d'une balise, elle-même précédée d'une simple perche rouge au XIXe siècle. Elle est peinte en rouge à l'origine, puis en noir et blanc en 1947. En 2000, devenue inutile car remplacée par des balises vertes et rouges, elle est menacée de destruction. Devant le refus des Île-Tudistes et Loctudistes, ainsi que des élus, l'édifice est conservé.

## Contexte
« la grande époque de construction des phares finistériens est comprise entre 1840 et 1914. Elle est liée à l'augmentation de la circulation maritime locale et internationale et corrélativement, à partir du milieu du XIXe siècle, à l'accroissent du nombre de naufrages. »

L'entrée de la rivière de Pont-l'Abbé n'échappe pas à ce phénomène. Simples ports d'échouage en raison de l'abri que présente le site naturel, les ports de Loctudy et de l'Île-Tudy se développent au XIXe siècle, face à l'essor du commerce maritime et de la pêche, mais aussi de navires aux tonnages allant croissant. À Loctudy, c'est en 1848 que le premier quai est construit, et à l'Île-Tudy, en 1868. À Pont-l'Abbé, le chemin de halage chargé de faire remonter les bateaux jusqu'au port de la ville, est construit entre 1848 et 1907. À l'époque, c'est également le seul port du pays Bigouden dans lequel les bateaux à fort tirant d'eau peuvent accoster, le chenal étant profond, contrairement aux ports de Lesconil ou Kérity, simples ports d'échouage au XIXe siècle.
C'est d'ailleurs dans ce contexte qu'est érigé le phare de Langoz en 1863, à la suite d'un projet qui remonte à 1848, date de la construction du premier quai du port de Loctudy. Concernant l'écueil des Perdrix, le service des phares et balises ne semble pas pressé de statuer dessus, ni de débloquer des fonds importants. Il faut attendre plusieurs années, des échouages, des querelles municipales et des études techniques avant que des travaux d'érection d'un phare ne commencent, en 1914. Un espar précaire et souvent inefficace est bien dressé sur le rocher en 1872, mais souvent détruit.

## Localisation

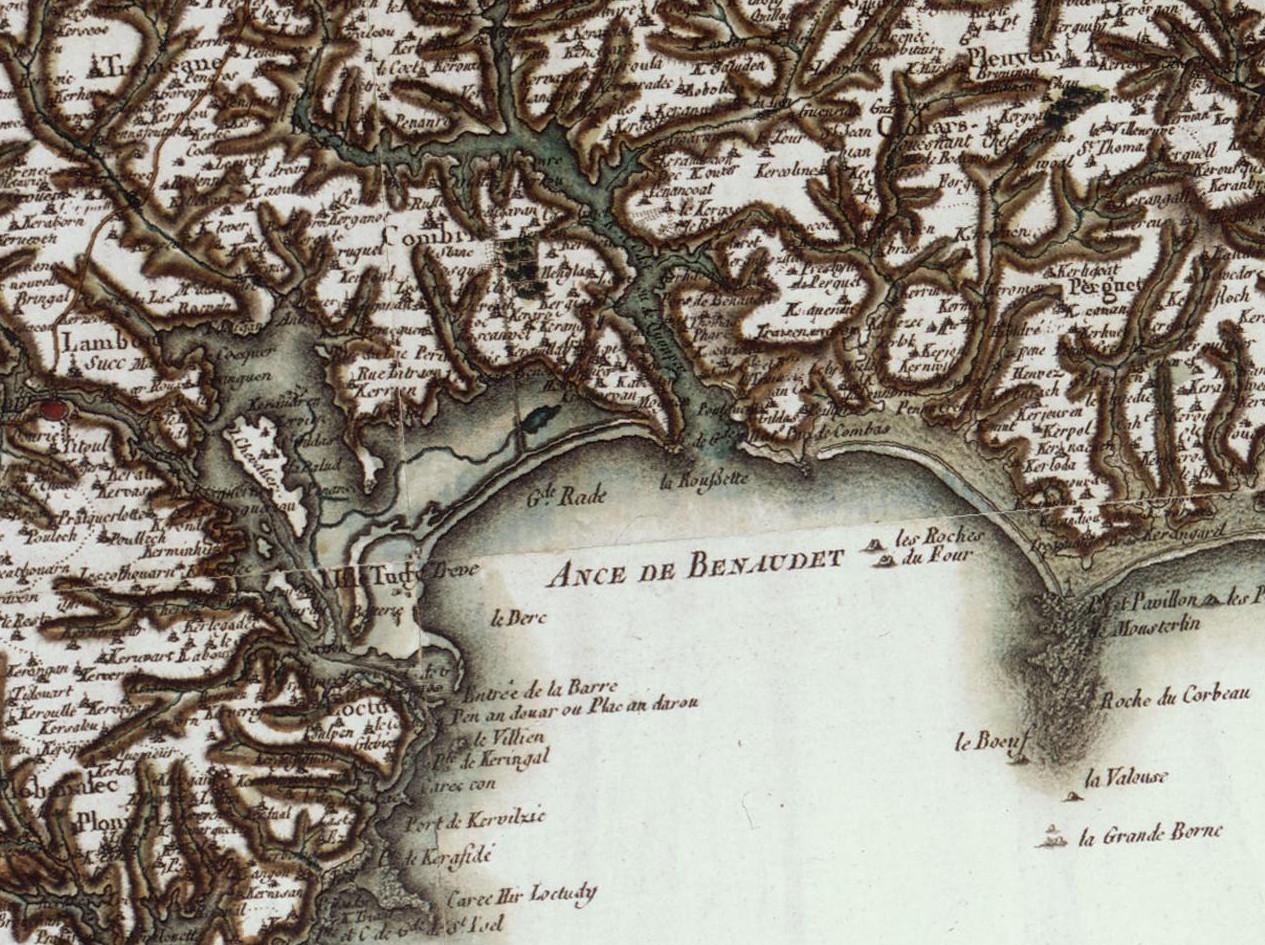
Sur la carte de Cassini (XVIIIe siècle), le plateau rocheux Les Perdrix n'est pas localisé.

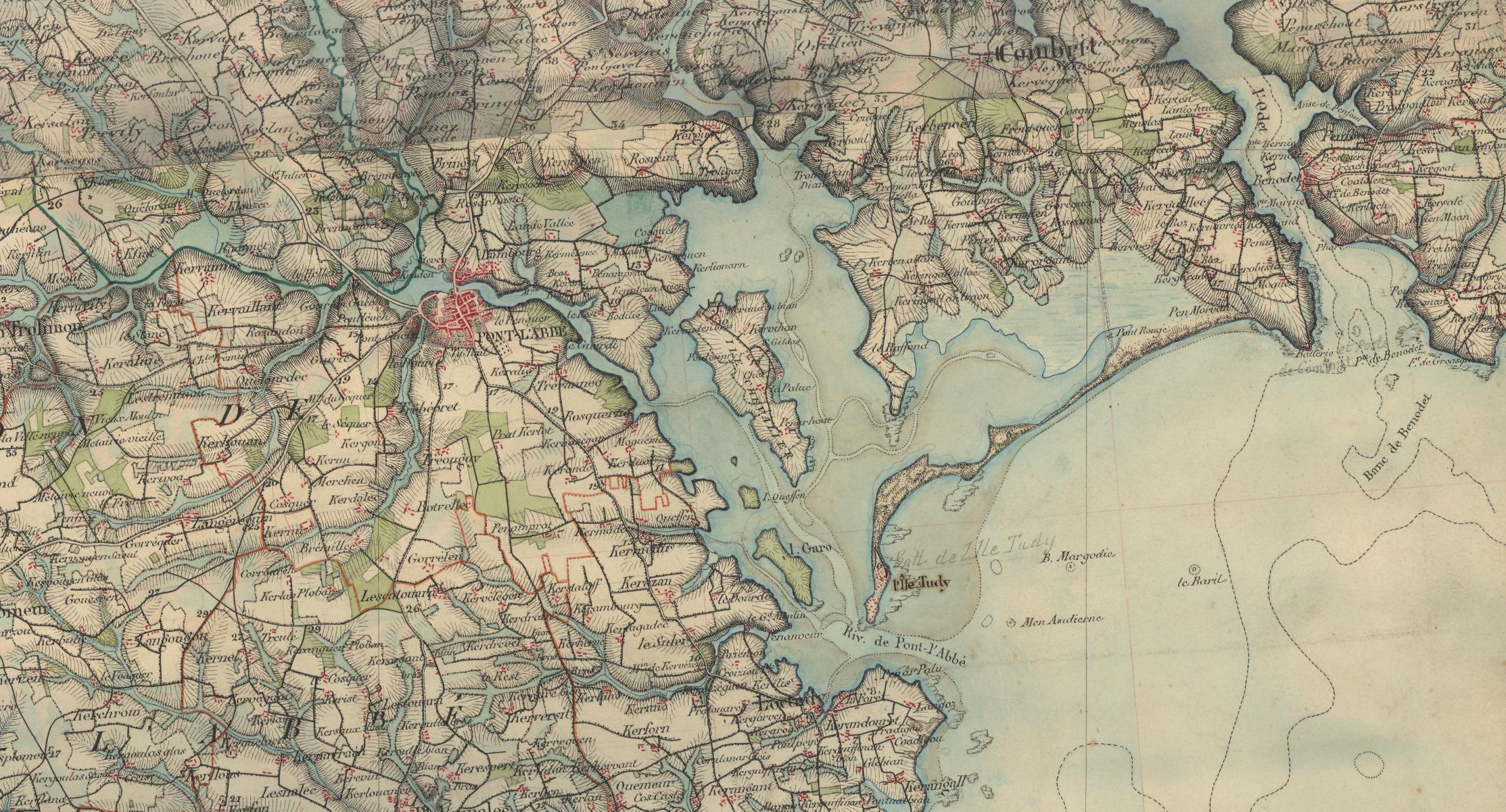
Sur cette carte d'état major de la première moitié du XIXe siècle, la rivière est nommée Riv. de Pont-l'Abbé. Les trois branches de cette rivière sont visibles, expliquant son nom breton, Teir, signifiant trois, même s'il est tombé en désuétude. Le plateau rocheux Les Perdrix n'est pas indiqué.

La tourelle des Perdrix est localisée à l'entrée du chenal de la rivière de Pont-l'Abbé, parfois nommée dans les documents anciens An Teir ou An Their, trois au féminin en langue bretonne, probablement en référence aux trois branches de l'estuaire de cette ria (la branche de Pont-l'Abbé, la branche du Pouldon et la branche de l'Île-Tudy),.
La tourelle est érigée sur un plateau rocheux découvert à marée basse, mais caché, et donc dangereux à marée haute, surtout pour les bateaux de plus en plus nombreux qui empruntent ce chenal avec l'essor du commerce vers les ports de l'Île-Tudy, Loctudy et même Pont-l'Abbé à partir de 1850. En effet, sur la carte de Cassini au XVIIIe siècle, tout comme sur la première carte d'état major au XIXe siècle, le plateau rocheux n'est pas localisé.

## Étymologie
Le plateau rocheux sur lequel le phare des Perdrix est érigé est nommé, selon les cartes sur lesquelles il est présent, Ar Gluger (la perdrix en breton), les Glugers (mélange de français et de breton, pour signifier les Perdrix), les Perdrix ou Roche des Perdrix, parfois la Perdrix. Ce plateau rocheux figurant, lorsqu'il est découvert à basse mer, une compagnie de perdrix, expliquerait ce nom et l'usage répandu du pluriel.
Les documents administratifs ne tranchent pas lorsqu'ils évoquent le rocher ou le phare, le nommant de façon aléatoire au singulier ou au pluriel. Curieusement, une habitude d'origine méconnue veut que les Loctudistes nomment le phare Les Perdrix, et les Île-Tudistes La Perdrix. Lors du dernier rafraîchissement de l'édifice, l'article n'est pas peint. Des cartes postales plus anciennes montrent néanmoins clairement l'article Les inscrit sur le phare.

## Une identité locale forte

Blason de la ville de Loctudy
Logotype de l'office de tourisme de Loctudy
Logotype de la ville de Loctudy, s'inspirant de la tourelle des Perdrix
Logotype du bagad de Loctudy, s'inspirant de la tourelle
Logotype de l'association des amis de la conserverie Alexis Le Gall

## Galerie avec tourelle

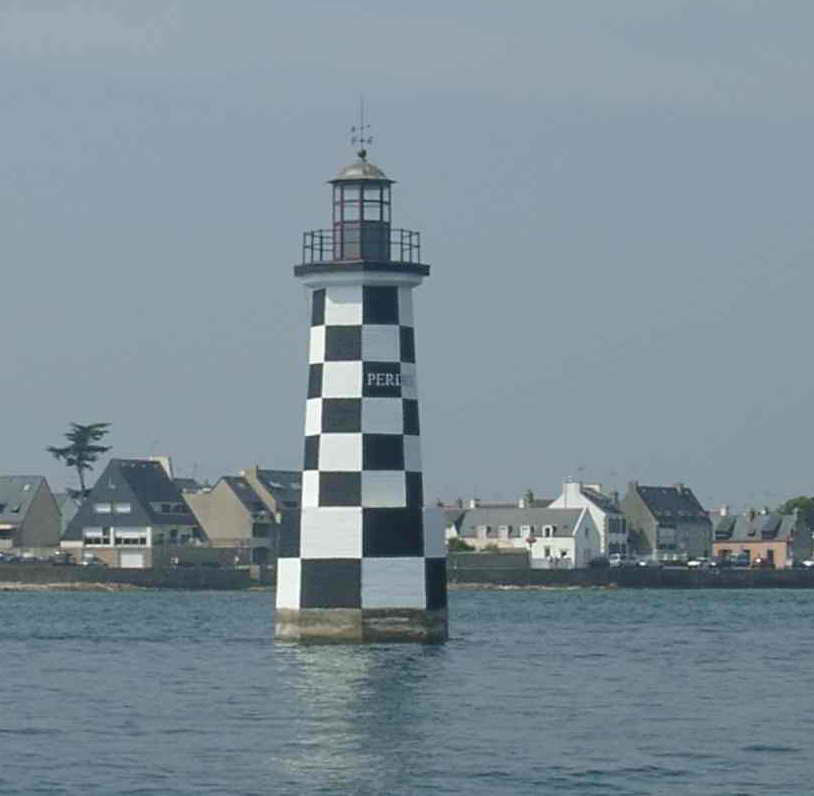
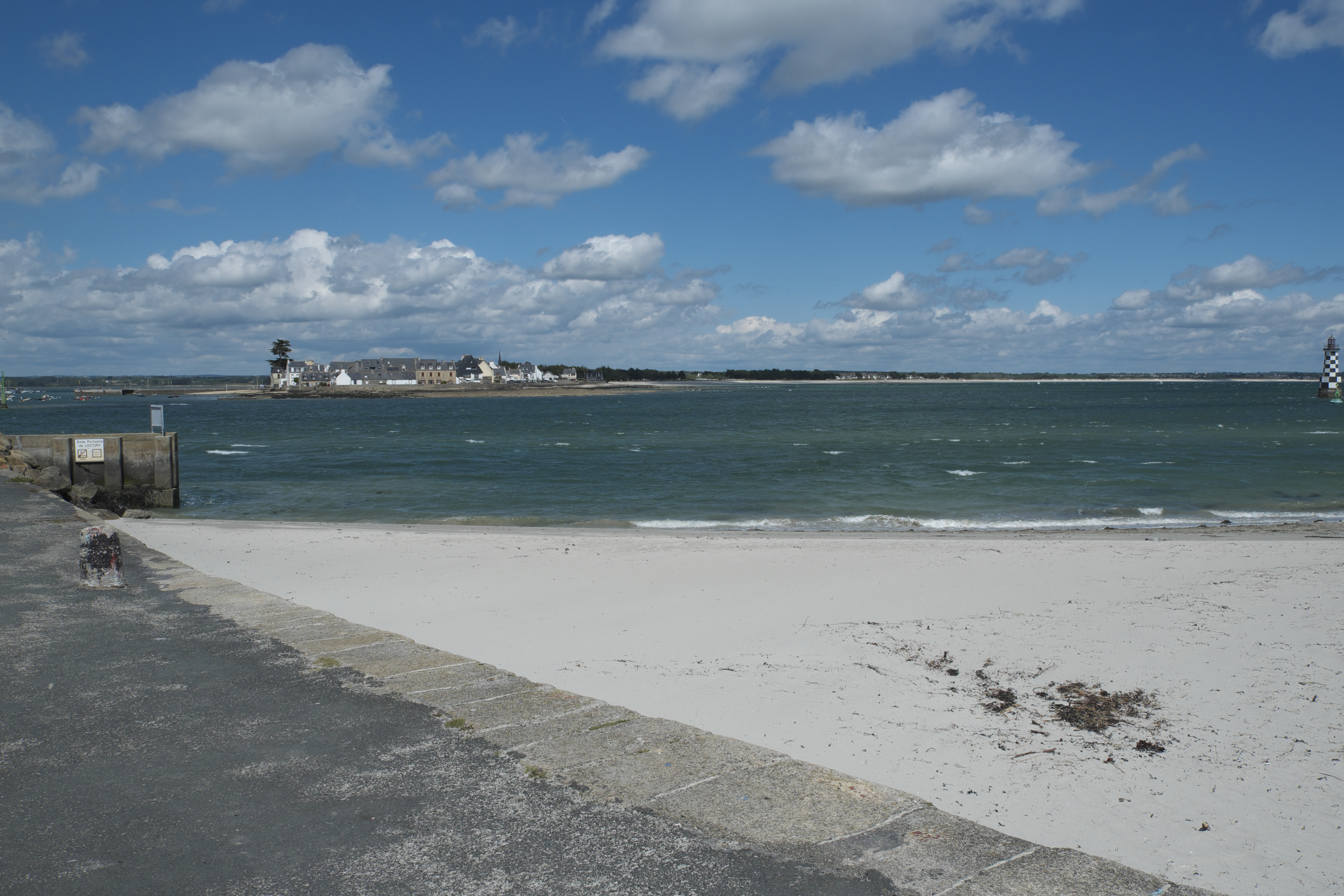
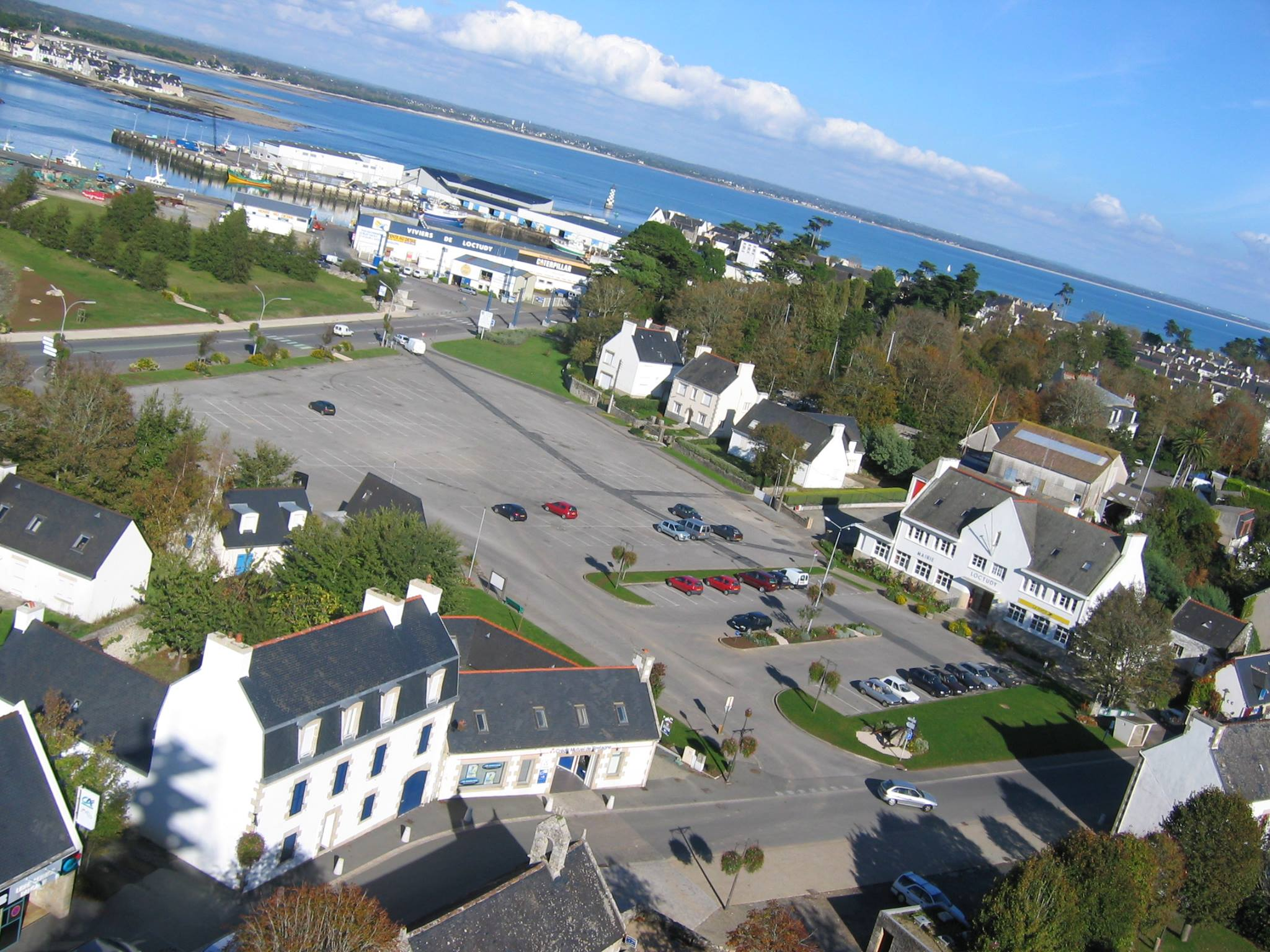

## Autres
Cet ancien phare n'est pas à confondre avec la tourelle des Perdrix qui existe à l'entrée du port de Lézardrieux, aux bord de la rivière Trieux, dans les Côtes-d'Armor,.

## Sources

### Sitographie
- Site de l'association Histoire locale et patrimoine de Loctudy
- Site : le monde des phares .
- Site : les sentinelles des mers
- Site : phares, feux et balises